# NGC 3613
NGC 3613 (другие обозначения — UGC 6323, MCG 10-16-109, ZWG 291.49, PGC 34583) — эллиптическая галактика (E6) в созвездии Большая Медведица.
Этот объект входит в число перечисленных в оригинальной редакции «Нового общего каталога».
В галактике вспыхнула сверхновая SN 2011eh типа Ia-p, её пиковая видимая звездная величина составила 16,2.
Галактика NGC 3613 входит в состав группы галактик NGC 3610. Помимо NGC 3613 в группу также входят ещё 12 галактик.
Галактика NGC 3613 входит в состав группы галактик NGC 3613. Помимо NGC 3613 в группу также входят NGC 3625, NGC 3669 и UGC 6344.